# اس‌اس شامپلن
اس‌اس شامپلن (به انگلیسی: SS Champlain) یک کشتی بود که طول آن ۶۴۱ فوت (۱۹۵٫۳۸ متر) بود. این کشتی در سال ۱۹۳۱ ساخته شد.